# Ley de Inmigración y Colonización Nº 817
La Ley de Inmigración y Colonización Nº 817  de 1876 (también conocida como Ley de Avellaneda, por el presidente en cuyo mandato se aprobó) es la primera ley nacional de Argentina que regula sobre temas migratorios. Esta Ley se organiza en dos partes, una primera sobre inmigración, llamada "De la inmigración", y otra sobre colonización. La primera parte está integrada por 60 artículos, organizados en diez capítulos. La segunda parte fue derogada en 1903 al sancionarse la Ley N.º 4167 de Venta y Arrendamiento de Tierras Fiscales.

## Historia
El presidente Avellaneda había declarado la "necesidad imperiosa de atraer la inmigración" en su mensaje al Congreso de la Nación durante la apertura de sesiones ordinarias el 1 de mayo de 1876. Esto se produjo en un contexto en el que hasta el año anterior solo el 10% de los inmigrantes se había dedicado al trabajo agrícola. Mediante la sanción de esta ley se buscaba orientar al inmigrante en su llegada al país hacia la dedicación de tareas agrícolas en el interior. La aplicación fue dificultosa debido a los importantes recursos económicos que demandaba del Estado.

## Partes

### Primera parte
La ley creó la Dirección General de Inmigración, que tuvo como misión la de promover la inmigración en Europa, para lo cual podía designar agentes que desarrollarían "una continua propaganda". Además, el Poder Ejecutivo tenía la facultad de nombrar comisiones de inmigración en distintos puntos del país, que tendrían la función de trasladar y alojar a los inmigrantes. También definió la categoría de inmigrante:

Todo extranjero jornalero, artesano, industrial, agricultor o profesor, que siendo menor de sesenta años y acreditando su moralidad y sus aptitudes, llegase a la república para establecerse en ella, en buques a vapor o a vela, pagando pasaje de segunda o tercera clase, o teniendo el viaje pagado por cuenta de la Nación, de las provincias o de las empresas particulares, protectoras de la inmigración y la colonización.
Ley N° 817

### Segunda parte
Trata de la colonización, y con ese fin crea la Oficina Central de Tierras y Colonias, bajo el área del Ministerio del Interior. 
Establece que bajo la órbita del Poder Ejecutivo se exploren los territorios Nacionales y se seleccionen los terrenos más adecuados para la colonización.